# 김대연
김대연(1989년 ~ )은 대한민국의 가수다. 2018년 드라마 "나는 길에서 연예인을 주웠다"와 "대장금이 보고있다"의 OST에 참여하며 활동을 시작했다. 그는 6반의 아이돌

## 방송
- 스타 오디션 위대한 탄생 3 (2012) - Top26

## 경력
- 백석예술대학교 실용음악과 외래교수
- 국제대학교 엔터테인먼트학부 겸임교수
- 대경대학교 실용음악과 외래교수